# Okręg wyborczy nr 74 do Senatu Rzeczypospolitej Polskiej
Okręg wyborczy nr 74 do Senatu Rzeczypospolitej Polskiej obejmuje obszar miast na prawach powiatu Chorzowa, Piekar Śląskich, Rudy Śląskiej, Siemianowic Śląskich i Świętochłowic (województwo śląskie). Wybierany jest w nim 1 senator na zasadzie większości względnej.
Utworzony został w 2011 na podstawie Kodeksu wyborczego. Po raz pierwszy zorganizowano w nim wybory 9 października 2011. Wcześniej obszar okręgu nr 74 należał do okręgu nr 30.
Siedzibą okręgowej komisji wyborczej są Katowice.

## Reprezentanci okręgu
| Rok  | Rok  | Senator                    | Komitet wyborczy                           |
| ---- | ---- | -------------------------- | ------------------------------------------ |
|      | 2011 | Leszek Piechota            | Platforma Obywatelska RP                   |
| 2015 |      | Leszek Piechota            | Platforma Obywatelska RP                   |
|      | 2019 | Dorota Tobiszowska         | Prawo i Sprawiedliwość                     |
|      | 2023 | Gabriela Morawska-Stanecka | KKW Koalicja Obywatelska PO .N iPL Zieloni |

## Wyniki wyborów
Symbolem „●” oznaczono senatorów ubiegających się o reelekcję.

### Wybory parlamentarne 2011
| Kandydat                                                                                      | Kandydat             | Komitet wyborczy                         | Głosów | Głosów | Głosów |
| Kandydat                                                                                      | Kandydat             | Komitet wyborczy                         | Liczba | %      | +/–    |
| --------------------------------------------------------------------------------------------- | -------------------- | ---------------------------------------- | ------ | ------ | ------ |
|                                                                                               | Leszek Piechota ●    | Platforma Obywatelska RP                 | 63 789 | 39,35  | –      |
|                                                                                               | Janusz Dubiel        | KWW Autonomia Dla Ziemi Śląskiej         | 41 003 | 25,30  | –      |
|                                                                                               | Bronisław Korfanty ● | Prawo i Sprawiedliwość                   | 34 836 | 21,49  | –      |
|                                                                                               | Aleksandra Stanusz   | Sojusz Lewicy Demokratycznej             | 15 206 | 9,38   | –      |
|                                                                                               | Bogdan Surowiec      | Polskie Stronnictwo Ludowe               | 4194   | 2,59   | –      |
|                                                                                               | Adam Słomka          | KWW Konfederacja Godność i Praworządność | 3062   | 1,89   | –      |
| Frekwencja: 47,81% Liczba głosów ważnych: 166 406 (97,41%) Źródło: Państwowa Komisja Wyborcza |                      |                                          |        |        |        |

● Bronisław Korfanty i Leszek Piechota reprezentowali w Senacie VII kadencji (2007–2011) okręg nr 30.

### Wybory parlamentarne 2015
| Kandydat | Kandydat          | Komitet wyborczy         | Głosów | Głosów | Głosów |
| Kandydat | Kandydat          | Komitet wyborczy         | Liczba | %      | +/–    |
| --- | ----------------- | ------------------------ | ------ | ------ | ------ |
| | Leszek Piechota ● | Platforma Obywatelska RP | 55 179 | 34,11  | –5,24  |
| | Jacek Guzy        | Prawo i Sprawiedliwość   | 52 716 | 32,59  | +11,10 |
| | Leon Swaczyna     | KWW Ślonzoki Razem       | 42 408 | 26,22  | –      |
| | Michał Labryga    | Kongres Nowej Prawicy    | 11 445 | 7,08   | –      |
| Frekwencja: 50,09% Liczba głosów ważnych: 161 748 (96,92%) Źródło: [parlament2015.pkw.gov.pl/351_Wyniki_Senat/0/0/74.html Państwowa Komisja Wyborcza] |                   |                          |        |        |        |

### Wybory parlamentarne 2019
| Kandydat                                                                                      | Kandydat           | Komitet wyborczy                           | Głosów | Głosów | Głosów |
| Kandydat                                                                                      | Kandydat           | Komitet wyborczy                           | Liczba | %      | +/–    |
| --------------------------------------------------------------------------------------------- | ------------------ | ------------------------------------------ | ------ | ------ | ------ |
|                                                                                               | Dorota Tobiszowska | Prawo i Sprawiedliwość                     | 71 752 | 38,35  | +5,76  |
|                                                                                               | Henryk Mercik      | KKW Koalicja Obywatelska PO .N iPL Zieloni | 52 117 | 27,86  | –6,25  |
|                                                                                               | Dawid Kostempski   | KWW Koalicja Obywatelska Dawid Kostempski  | 36 952 | 19,75  | –      |
|                                                                                               | Leon Swaczyna      | Ślonzoki Razem                             | 26 264 | 14,04  | –12,18 |
| Frekwencja: 60,51% Liczba głosów ważnych: 187 085 (98,19%) Źródło: Państwowa Komisja Wyborcza |                    |                                            |        |        |        |

### Wybory parlamentarne 2023
| Kandydat                                                                                      | Kandydat                     | Komitet wyborczy                           | Głosów  | Głosów | Głosów |
| Kandydat                                                                                      | Kandydat                     | Komitet wyborczy                           | Liczba  | %      | +/–    |
| --------------------------------------------------------------------------------------------- | ---------------------------- | ------------------------------------------ | ------- | ------ | ------ |
|                                                                                               | Gabriela Morawska-Stanecka ● | KKW Koalicja Obywatelska PO .N iPL Zieloni | 100 480 | 47,75  | +19,89 |
|                                                                                               | Danuta Sobczyk               | Prawo i Sprawiedliwość                     | 63 102  | 29,99  | –8,36  |
|                                                                                               | Leon Swaczyna                | Ślonzoki Razem                             | 28 293  | 13,44  | –0,60  |
|                                                                                               | Piotr Beck                   | Konfederacja Wolność i Niepodległość       | 18 561  | 8,82   | –      |
| Frekwencja: 72,69% Liczba głosów ważnych: 210 436 (98,05%) Źródło: Państwowa Komisja Wyborcza |                              |                                            |         |        |        |

● Gabriela Morawska-Stanecka reprezentowała w Senacie X kadencji (2019–2023) okręg nr 75.